# Bay Minette
Bay Minette è un comune dell'Alabama, capoluogo della Contea di Baldwin. La popolazione al censimento del 2000 era di 7.820 abitanti, passati a 7.697 nel 2006.

## Città e paesi vicini
- Creola
- Spanish Fort
- Loxley
- Daphne
- Satsuma
- Mount Vernon
- Atmore
- Saraland

## Geografia fisica
L'U.S. Census Bureau certifica che il paese occupa un'area totale di 20,80 km², di cui 20,70 km² dei quali 0,10 km² composti da acqua.

## Società

### Evoluzione demografica
Al censimento del 2000, risultano 7.820 abitanti, 2.739 nuclei familiari e 1.911 famiglie residenti in città. La densità della popolazione è di 375,96 ab./km². Ci sono 2.950 alloggi con una densità di 142,40/km². La composizione etnica della città è 64,30% bianchi, 33,50% neri o afroamericani, 0,60% nativi americani, 0,40% asiatici, 0,01 isolani del Pacifico, 0,40 di altre razze, e 0,70% meticci. L'1,00% della popolazione è ispanica.
Dei 2.739 nuclei familiari, il 34,40% ha figli di età inferiore ai 18 anni che vivono in casa, il 47,40% sono coppie sposate che vivono assieme, il 18,70% è composto da donne con marito assente, e il 30,20% sono non-famiglie. Il 27,30% di tutti i nuclei familiari è composto da singoli e il 12,00% da singoli con più di 65 anni di età. La dimensione media di un nucleo familiare è di 2,56 mentre la dimensione media di una famiglia è di 3,11.
La suddivisione della popolazione per fasce d'età è la seguente: 25,70% sotto i 18 anni, 13,40% dai 18 ai 24, 26,70% dai 25 ai 44, 19,80% dai 45 ai 64, e 14,40% oltre i 65 anni. L'età media è 33,4 anni. Per ogni 100 donne ci sono 97,20 uomini. Per ogni 100 donne sopra i 18 anni ci sono 94,00 uomini.
Il reddito medio di un nucleo familiare è di 27.226$, mentre per le famiglie è di 34.605$. Gli uomini hanno un reddito medio di 30.149$ contro i 21.369$ delle donne. Il reddito pro capite della città è di 16.093$. Il 22,30% della popolazione e il 20,00% delle famiglie è sotto la soglia di povertà. Sul totale della popolazione, il 32,00% dei minori di 18 anni e il 19,00% di chi ha più di 65 anni vive sotto la soglia di povertà.